# Saint-Alexandre
Saint-Alexandre è un comune francese di 1 127 abitanti situato nel dipartimento del Gard, nella regione dell'Occitania.

## Società

### Evoluzione demografica
Abitanti censiti